# Crocodylus anthropophagus

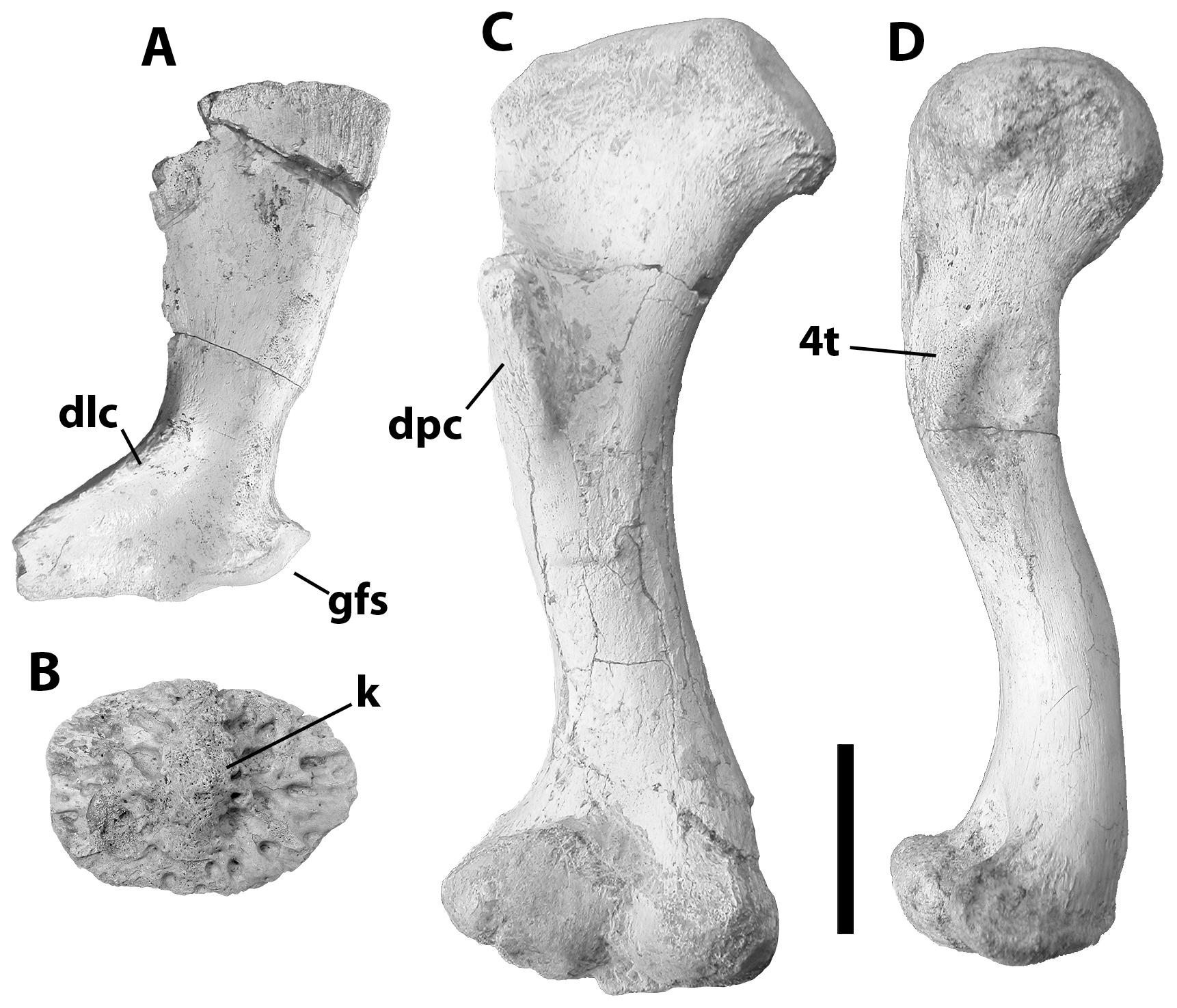
Crocodylus anthropophagus

Crocodylus anthropophagus Brochu, Njau, Blumenschine & Densmore, 2010 — вымерший вид крокодилов из семейства Crocodylidae, найденный в Олдувайском ущелье в Африке.

## Описание
Ископаемые находки в виде частично сохранившегося черепа и скелета имеют возраст 1,84 млн лет. По некоторым признакам напоминает относительно недавно вымершего мадагаскарского крокодила Voay robustus. Crocodylus anthropophagus Brochu et al., 2010 был крупнейшим из хищников, обнаруженных в Олдувайском ущелье рядом с предками людей, такими видами как Homo habilis и Paranthropus boisei, на чьих костных остатках остались следы укусов этой рептилии (отсюда и название вида).

## Распространение
Африка, северная Танзания (типовая местность: Олдувай, плиоцен, плейстоцен), где также находится типовая местность двух видов гоминид Homo habilis и Paranthropus boisei.